# Tadeusz Sławek

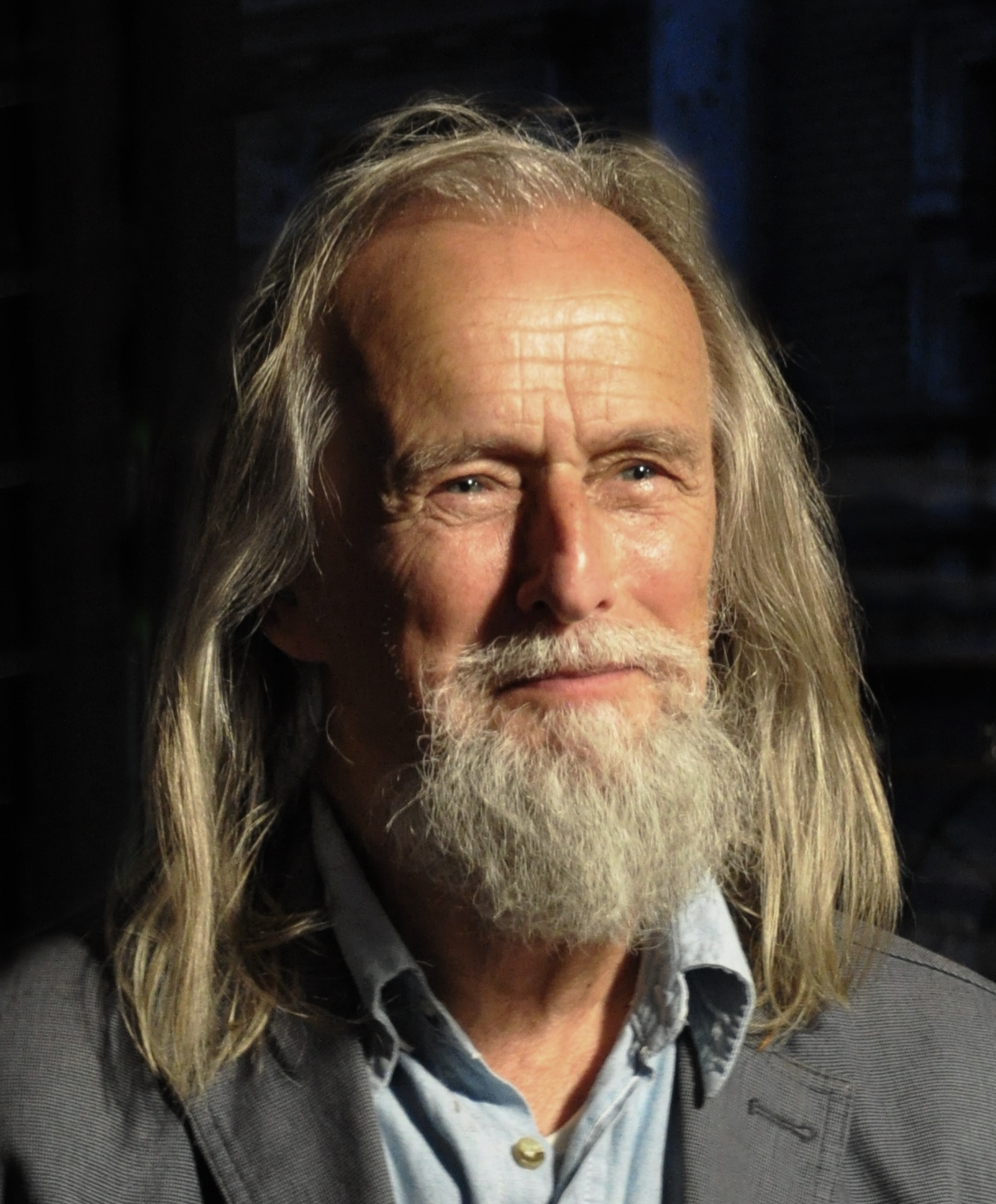
Tadeusz Sławek (2018)

Tadeusz Sławek (* 5. Dezember 1946 in Katowice) ist ein polnischer Lyriker, Essayist, Übersetzer, Literaturkritiker und Professor.
Sławek studierte Anglistik und Polonistik an der Jagiellonen-Universität in Krakau. Seit Anfang der 1970er Jahre unterrichtete er an der Schlesischen Universität, war Prodekan der Philosophischen Fakultät und von 1996 bis 2002 Rektor der Universität. Daneben unterrichtete er  u. a. in Norwich, San Diego, Neapel und Stanford. Er ist Mitglied des polnischen Schriftstellerverbandes, des Präsidiums des Komitees Polen im vereinten Europa und des Präsidiums des Generalrates für Hochschulausbildung. Er wurde mit dem Preis Lux ex Silesia und dem Literaturpreis der Solidarność ausgezeichnet.
Sławeks Spezialgebiet ist die Geschichte der englischen und amerikanischen Literatur und Literaturtheorie. Als Übersetzer trat er ebenso mit Übersetzungen von Werken William Blakes und Seamus Heaney wie von Texten John Lennons und Jim Morrisons hervor. Er hat den Lehrstuhl für vergleichende Literaturwissenschaft an der Schlesischen Universität inne.